# 최낙천 (외교관)
최낙천(崔洛天, 1937년 9월 25일~2019년 11월 18일)은 대한민국의 외교관이다. 제7대 가봉 주재 대한민국 대사 등을 지냈다.

## 이력

### 주요 경력
- 대한외교협회 사무총장 겸 최고위원
- 가봉 주재 대한민국 대사관 대사

### 학력
- 서울대학교 불어불문학과 학사